# (31635) Anandarao
(31635) Anandarao est un astéroïde de la ceinture principale.

## Description
(31635) Anandarao est un astéroïde de la ceinture principale. Il fut découvert le 7 avril 1999 à Socorro (Nouveau-Mexique) par le projet LINEAR. Il présente une orbite caractérisée par un demi-grand axe de 2,91 UA, une excentricité de 0,01 et une inclinaison de 3,7° par rapport à l'écliptique.

## Compléments